# Tamara McKinney
Tamara Price McKinney (Lexington, 16 ottobre 1962) è un'ex sciatrice alpina statunitense, campionessa del mondo nella combinata a Vail 1989 e prima atleta del suo Paese a vincere la Coppa del Mondo generale, nel 1983.
Punta di diamante della squadra statunitense femminile di sci alpino negli anni 1980, disciplina dominata della atlete svizzere, in carriera vinse complessivamente quattro medaglie iridate e si aggiudicò anche tre Coppe del Mondo di specialità.

## Biografia
Nata a Lexington ma originaria di Squaw Valley e appartenente a una famiglia di sciatori (suo fratello Steve fu primatista nello sci di velocità, il primo a superare il muro dei 200 Km/h con la velocità di 200,22 nel 1978 nella stazione sciistica cilena di Portillo), era una sciatrice particolarmente efficace nelle prove tecniche, ma comunque in grado di ottenere buoni risultati anche in discesa libera e quindi nelle combinate.

### Stagioni 1979-1982
La sciatrice in Coppa del Mondo conquistò il suo primo podio, nonché primo risultato di rilievo, il 10 dicembre 1978 sulle nevi di Piancavallo, arrivando al 3º posto nello slalom speciale vinto dalla connazionale Abbi Fisher davanti alla francese Perrine Pelen. Nella stagione seguente esordì ai Giochi olimpici invernali, ma a Lake Placid 1980 non concluse né lo slalom gigante né lo slalom speciale.
Nel 1980-1981 in Coppa del Mondo conquistò il primo successo, in slalom gigante il 22 gennaio sul tracciato di Haute-Nendaz, e a fine stagione si aggiudicò la sua prima Coppa del Mondo di slalom gigante, con 5 punti di margine su Marie-Theres Nadig, e risultò 6ª nella classifica generale, con 6 podi (3 le vittorie). L'anno dopo ai Mondiali di Schladming 1982 fu 6ª nello slalom gigante, mentre in Coppa del Mondo ottenne nuovamente 6 podi (ma senza vittorie) e fu 9ª nella classifica generale.

### Stagioni 1983-1987
Nella stagione 1982-1983, grazie anche a 11 podi (7 le vittorie) si aggiudicò la Coppa del Mondo assoluta - prima donna statunitense a conquistare la coppa di cristallo - con 32 punti di vantaggio su Hanni Wenzel e la seconda Coppa del Mondo di slalom gigante, con 37 punti di margine su Cindy Nelson; fu inoltre 2ª nella Coppa del Mondo di slalom speciale, superata da Erika Hess di 5 punti. Ai XIV Giochi olimpici invernali di Sarajevo 1984 si piazzò 4ª nello slalom gigante e non completò lo slalom speciale; nella stessa stagione in Coppa del Mondo incrementò il palmarès vincendo la Coppa del Mondo di slalom speciale (con 10 punti di margine su Roswitha Steiner), dopo aver ottenuto complessivamente 8 podi con 4 vittorie, e fu 3ª sia nella classifica generale sia in quella di slalom gigante.
Fu presente ai Mondiali di Bormio 1985, dove conquistò la medaglia di bronzo nella combinata, e n quella stagione 1984-1985 in Coppa del Mondo fu 2ª nella classifica di slalom speciale, superata dalla Hess di 7 punti. Due anni dopo vinse la sua ultima gara in Coppa del Mondo, l'11 gennaio 1987 a Mellau in slalom gigante, e bissò la medaglia di bronzo iridata nella combinata in occasione dei Mondiali di Crans-Montana 1987; in quella stagione 1986-1987 in Coppa del Mondo fu nuovamente 2ª nella classifica di slalom speciale, superata da Corinne Schmidhauser di 12 punti.

### Stagioni 1988-1990
Ai XV Giochi olimpici invernali di Calgary 1988, sua ultima presenza olimpica, non concluse né lo slalom gigante né lo slalom speciale, mentre l'anno dopo ai Mondiali di Vail 1989, suo congedo iridato, vinse la medaglia d'oro nella combinata e quella di bronzo nello slalom speciale. In Coppa del Mondo il 3 marzo seguente salì per l'ultima volta sul podio (3ª in slalom speciale a Furano) e il successivo 10 marzo fu per l'ultima volta al cancelletto di partenza, in occasione dello slalom speciale disputato a Shigakōgen e chiuso dalla McKinney al 4º posto; in quella stagione 1988-1989 fu 3ª nella classifica di slalom speciale.
Nell'ottobre del 1989 subì un grave infortunio (frattura della gamba) a Saas-Fee, dove si stava allenando con la nazionale statunitense in vista della Coppa del Mondo 1990; non tornò più alle gare e annunciò il definitivo ritiro un anno dopo: la sua ultima gara in carriera rimase così lo slalom speciale di Coppa del Mondo disputato il 10 marzo 1989 a Shigakōgen, chiuso dalla McKinney al 4º posto.

## Palmarès

### Mondiali
- 4 medaglie:
  - 1 oro (combinata a Vail 1989)
  - 3 bronzi (combinata a Bormio 1985; combinata a Crans-Montana 1987; slalom speciale a Vail 1989)

### Coppa del Mondo
- Vincitrice della Coppa del Mondo nel 1983
- Vincitrice della Coppa del Mondo di slalom gigante nel 1981 e nel 1983
- Vincitrice della Coppa del Mondo di slalom speciale nel 1984
- 45 podi:
  - 18 vittorie
  - 13 secondi posti
  - 14 terzi posti

#### Coppa del Mondo - vittorie
| Data             | Località                | Paese          | Specialità |
| ---------------- | ----------------------- | -------------- | ---------- |
| 22 gennaio 1981  | Haute-Nendaz            | Svizzera       | GS         |
| 24 gennaio 1981  | Les Gets                | Francia        | GS         |
| 8 marzo 1981     | Aspen                   | Stati Uniti    | GS         |
| 10 dicembre 1982 | Limone Piemonte         | Italia         | SL         |
| 11 gennaio 1983  | Davos                   | Svizzera       | SL         |
| 23 gennaio 1983  | Saint-Gervais-les-Bains | Francia        | GS         |
| 9 marzo 1983     | Waterville Valley       | Stati Uniti    | GS         |
| 10 marzo 1983    | Waterville Valley       | Stati Uniti    | GS         |
| 12 marzo 1983    | Vail                    | Stati Uniti    | GS         |
| 20 marzo 1983    | Furano                  | Giappone       | SL         |
| 10 marzo 1984    | Waterville Valley       | Stati Uniti    | SL         |
| 11 marzo 1984    | Waterville Valley       | Stati Uniti    | GS         |
| 21 marzo 1984    | Zwiesel                 | Germania Ovest | GS         |
| 24 marzo 1984    | Oslo                    | Norvegia       | SL         |
| 5 gennaio 1985   | Maribor                 | Jugoslavia     | SL         |
| 16 marzo 1985    | Waterville Valley       | Stati Uniti    | SL         |
| 18 dicembre 1986 | Courmayeur              | Italia         | SL         |
| 11 gennaio 1987  | Mellau                  | Austria        | SL         |

Legenda:

GS = slalom gigante

SL = slalom speciale

### Campionati statunitensi
- 9 medaglie (dati parziali):
  - 8 ori[3] (slalom gigante nel 1981; slalom speciale nel 1982; slalom gigante, slalom speciale nel 1983; slalom speciale nel 1984; slalom speciale nel 1986; slalom speciale nel 1987; slalom speciale nel 1988; slalom speciale nel 1989)
  - 1 argento (slalom gigante[4] nel 1989)

## Statistiche

### Podi in Coppa del Mondo
| Stagione/Specialità | Supergigante | Supergigante | Supergigante | Slalom gigante | Slalom gigante | Slalom gigante | Slalom speciale | Slalom speciale | Slalom speciale | Combinata | Combinata | Combinata | Podi totali |
| ------------------- | ------------ | ------------ | ------------ | -------------- | -------------- | -------------- | --------------- | --------------- | --------------- | --------- | --------- | --------- | ----------- |
| Stagione/Specialità | 1º           | 2º           | 3º           | 1º             | 2º             | 3º             | 1º              | 2º              | 3º              | 1º        | 2º        | 3º        | Podi totali |
| 1979                |              |              |              |                |                |                |                 |                 | 1               |           |           |           | 1           |
| 1980                |              |              |              |                |                |                |                 |                 | 1               |           |           |           | 1           |
| 1981                |              |              |              | 3              |                | 1              |                 |                 | 1               |           | 1         |           | 6           |
| 1982                |              |              |              |                | 1              | 3              |                 |                 | 2               |           |           |           | 6           |
| 1983                |              |              | 1            | 4              | 1              |                | 3               | 1               |                 |           | 1         |           | 11          |
| 1984                |              |              |              | 2              |                |                | 2               | 3               |                 |           |           | 1         | 8           |
| 1985                |              |              |              |                | 1              |                | 2               | 1               |                 |           |           |           | 4           |
| 1986                |              |              |              |                |                |                |                 |                 |                 |           |           |           | 0           |
| 1987                |              |              |              |                |                |                | 2               | 2               |                 |           |           |           | 4           |
| 1988                |              |              |              |                |                |                |                 |                 |                 |           |           |           | 0           |
| 1989                |              |              |              |                |                |                |                 | 1               | 3               |           |           |           | 4           |
| Totale              | 0            | 0            | 1            | 9              | 3              | 4              | 9               | 8               | 8               | 0         | 2         | 1         | 45          |
| Totale              | 1            | 1            | 1            | 16             | 16             | 16             | 25              | 25              | 25              | 3         | 3         | 3         | 45          |